# Derek Brunson
Derek T. Brunson, né le 4 janvier 1984 à Wilmington en Caroline du Nord, est un pratiquant professionnel américain d'arts martiaux mixtes (MMA). Il combat actuellement à l'Ultimate Fighting Championship dans la catégorie des poids moyens.

## Biographie
Le 4 mars 2023, il affronte le Sud-africain Dricus du Plessis à l'occasion de l'UFC 285,. Il perd le combat par KO technique durant le deuxième round.

## Palmarès

### Distinctions
- Ultimate Fighting Championship
  - Combat de la soirée (deux fois) (contre Yoel Romero/contre Robert Whittaker)
  - Performance de la soirée (une fois) (contre Lyoto Machida)

### Palmarès en arts martiaux mixtes
| 31 combats     | 23 victoires | 8 défaites |
| Par KO         | 12           | 6          |
| Par soumission | 4            | 0          |
| Sur décision   | 7            | 2          |

| Résultat | Record | Adversaire       | Méthode                                | Événement                                 | Date              | Round | Temps | Lieu                                     | Notes                                      |
| -------- | ------ | ---------------- | -------------------------------------- | ----------------------------------------- | ----------------- | ----- | ----- | ---------------------------------------- | ------------------------------------------ |
| Défaite  | 23-8   | Jared Cannonier  | KO (Coup de coude)                     | UFC 271                                   | 12 février 2022   | 2     | 4:29  | Houston, Texas, États-Unis               |                                            |
| Victoire | 23-7   | Darren Till      | Soumission (Étranglement arrière)      | UFC Fight Night: Brunson vs. Till         | 4 septembre 2021  | 3     | 2:13  | Las Vegas, Nevada, États-Unis            |                                            |
| Victoire | 22-7   | Kevin Holland    | Décision unanime                       | UFC on ESPN: Brunson vs. Holland          | 20 mars 2021      | 5     | 5:00  | Las Vegas, Nevada, États-Unis            |                                            |
| Victoire | 21-7   | Edmen Shahbazyan | TKO (coup de poings)                   | UFC Fight Night: Brunson vs. Shahbazyan   | 1er août 2020     | 3     | 0:26  | Las Vegas, Nevada, États-Unis            |                                            |
| Victoire | 20-7   | Ian Heinisch     | Décision unanime                       | UFC 241: Cormier vs. Miocic II            | 17 août 2019      | 3     | 5:00  | Anaheim, Californie, États-Unis          |                                            |
| Victoire | 19-7   | Elias Theodorou  | Décision unanime                       | UFC Fight Night: Iaquinta vs. Cowboy      | 4 mai 2019        | 3     | 5:00  | Ottawa, Ontario, Canada                  |                                            |
| Défaite  | 18-7   | Israel Adesanya  | KO (coups de poing)                    | UFC 230: Cormier vs. Lewis                | 3 novembre 2018   | 1     | 4:51  | New York, New York, États-Unis           |                                            |
| Défaite  | 18-6   | Ronaldo Souza    | KO (head kick et coups de poing)       | UFC on FOX: Jacaré vs. Brunson 2          | 27 janvier 2018   | 1     | 3:50  | Charlotte, Caroline du Nord, États-Unis  |                                            |
| Victoire | 18-5   | Lyoto Machida    | KO (coups de poing)                    | UFC Fight Night: Brunson vs. Machida      | 28 octobre 2017   | 1     | 2:30  | São Paulo, Brésil                        | Performance de la soirée.                  |
| Victoire | 17-5   | Dan Kelly        | KO (coups de poing)                    | UFC Fight Night: Lewis vs. Hunt           | 11 juin 2017      | 1     | 1:16  | Auckland, Nouvelle-Zélande               |                                            |
| Défaite  | 16-5   | Anderson Silva   | Décision unanime                       | UFC 208: Holm vs. de Randamie             | 11 février 2017   | 3     | 5:00  | Brooklyn, New York, États-Unis           |                                            |
| Défaite  | 16-4   | Robert Whittaker | TKO (head kick et coups de poing)      | UFC Fight Night: Whittaker vs. Brunson    | 26 novembre 2016  | 1     | 4:07  | Melbourne, Australie                     | Combat de la soirée.                       |
| Victoire | 16-3   | Uriah Hall       | TKO (coups de poing)                   | UFC Fight Night: Poirier vs. Johnson      | 17 septembre 2016 | 1     | 1:41  | Hidalgo, Texas, États-Unis               |                                            |
| Victoire | 15-3   | Roan Carneiro    | TKO (coups de poing)                   | UFC Fight Night: Cowboy vs. Cowboy        | 21 février 2016   | 1     | 2:38  | Pittsburgh, Pennsylvanie, États-Unis     |                                            |
| Victoire | 14-3   | Sam Alvey        | TKO (coups de poing)                   | UFC Fight Night: Teixeira vs. Saint Preux | 8 août 2015       | 1     | 2:19  | Nashville, Tennessee, États-Unis         |                                            |
| Victoire | 13-3   | Ed Herman        | TKO (coups de poing)                   | UFC 183: Silva vs. Diaz                   | 31 janvier 2015   | 1     | 0:36  | Las Vegas, Nevada, États-Unis            |                                            |
| Victoire | 12-3   | Lorenz Larkin    | Décision unanime                       | UFC 177: Dillashaw vs. Soto               | 30 août 2014      | 3     | 5:00  | Sacramento, Californie, États-Unis       |                                            |
| Défaite  | 11-3   | Yoel Romero      | TKO (coups de poing et coups de coude) | UFC Fight Night: Rockhold vs. Philippou   | 15 janvier 2014   | 3     | 3:23  | Duluth, Géorgie, États-Unis              | Combat de la soirée.                       |
| Victoire | 11-2   | Brian Houston    | Soumission (étranglement arrière)      | UFC: Fight for the Troops 3               | 6 novembre 2013   | 1     | 0:48  | Fort Campbell, Kentucky, États-Unis      |                                            |
| Victoire | 10-2   | Chris Leben      | Décision unanime                       | UFC 155: dos Santos vs. Velasquez II      | 29 décembre 2012  | 3     | 5:00  | Las Vegas, Nevada, États-Unis            |                                            |
| Défaite  | 9-2    | Ronaldo Souza    | KO (coups de poing)                    | Strikeforce: Rousey vs. Kaufman           | 18 août 2012      | 1     | 0:41  | San Diego, Californie, États-Unis        |                                            |
| Défaite  | 9-1    | Kendall Grove    | Décision partagée                      | ShoFight 20                               | 16 juin 2012      | 3     | 5:00  | Springfield, Missouri, États-Unis        | Pour le titre des poids moyens de ShoFight |
| Victoire | 9-0    | Nate James       | Décision partagée                      | Strikeforce Challengers: Britt vs. Sayers | 18 novembre 2011  | 5     | 5:00  | Las Vegas, Nevada, États-Unis            |                                            |
| Victoire | 8-0    | Lumumba Sayers   | Soumission (étranglement arrière)      | Strikeforce: Fedor vs. Henderson          | 30 juillet 2011   | 1     | 4:33  | Hoffman Estates, Illinois, États-Unis    |                                            |
| Victoire | 7-0    | Jeremy Hamilton  | Décision unanime                       | Strikeforce Challengers: Fodor vs. Terry  | 24 juin 2011      | 3     | 5:00  | Las Vegas, Nevada, États-Unis            |                                            |
| Victoire | 6-0    | Danny Babcock    | KO (coup de poing)                     | World Extreme Fighting 45                 | 2 janvier 2011    | 3     | 5:00  | Jacksonville, Floride, États-Unis        |                                            |
| Victoire | 5-0    | Rhomez Brower    | Soumission (coups de poing)            | XFP: The Holiday Fight Fest               | 4 décembre 2010   | 1     | 2:27  | Wilmington, Caroline du Nord, États-Unis |                                            |
| Victoire | 4-0    | Todd Chattelle   | TKO (coups de poing)                   | ICE: Fright Night 2010                    | 29 octobre 2010   | 1     | 0:14  | Providence, Rhode Island, États-Unis     |                                            |
| Victoire | 3-0    | Edward Jackson   | KO (coups de poing)                    | Carolina's Summer Fight Series 3          | 31 juillet 2010   | 1     | 0:41  | Jacksonville, Floride, États-Unis        |                                            |
| Victoire | 2-0    | Chris McNally    | KO (coups de poing)                    | Carolina's Summer Fight Series 2          | 26 juin 2010      | 1     | 1:42  | Wilmington, Caroline du Nord, États-Unis |                                            |
| Victoire | 1-0    | John Bryant      | Soumission (étranglement arrière)      | Carolina's Summer Fight Series 1          | 22 mai 2010       | 1     | 0:52  | Wilmington, Caroline du Nord, États-Unis |                                            |